# Apatelodes imparata
Apatelodes imparata is een vlinder uit de familie van de Apatelodidae. De wetenschappelijke naam van de soort is voor het eerst geldig gepubliceerd in 1907 door Paul Dognin.